# The Odd Couple II
The Odd Couple II é o filme-sequência de The Odd Couple (1968) lançado em 1998, escrito e produzido pelo criador da obra, Neil Simon. Este teve sua adaptação com outros desfechos em 2000 com o filme The Legend of Bagger Vance, protagonizado pelos mesmos atores.

## Sinopse
Já faz 17 anos desde que a dupla Oscar Madison e Felix Ungar se viram pela última vez, quando resolveram se afastar um do outro. Ambos não mudaram nada e continuam os mesmos. Oscar está vivendo em Sarasota na Flórida, quando seu filho Charlie o convida para ir em seu casamento, na Califórnia. Para o desespero de Oscar, Charlie vai se casar com Hannah, a filha de Felix.
Agora mais velhos e reunidos novamente, Oscar e Felix precisarão conviver pacificamente para que a união dos filhos ocorra bem. Mas como isso pode acontecer, se esses rabugentos "amigos" de opiniões diferentes não param de brigar um minuto e só se envolvem em confusões!?.

## Elenco
- Jack Lemmon - Felix Unger
- Walter Matthau - Oscar Madison
- Richard Riehle - Xerife
- Jonathan Silverman - Brucey Madison
- Lisa Waltz - Hannah Unger
- Mary Beth Peil - Felice Adams
- Christine Baranski - Thelma
- Jean Smart - Holly
- Rex Linn - Jay Jay
- Jay O. Sanders - Leroy
- Barnard Hughes - Beaumont
- Ellen Geer - Frances Unger Melnick
- Doris Belack - Blanche Madison Povitch
- Lou Cutell - Abe
- Mary Fogarty - Flossie
- Alice Ghostley - Esther
- Peggy Miley - Millie
- Rebecca Schull - Wanda
- Florence Stanley - Hattie
- Estelle Harris
- Amy Yasbeck - Aeromoça
- Liz Torres - Maria
- Myles Jeffrey
- Daisy Velez - Conchita
- Joaquín Martínez - Caminhoneiro
- Amy Parrish